# Pseudanthias randalli
Pseudanthias randalli là một loài cá biển thuộc chi Pseudanthias trong họ Cá mú. Loài này được mô tả lần đầu tiên vào năm 1978.

## Từ nguyên
Từ định danh randalli được đặt theo tên của nhà ngư học John E. Randall, người đầu tiên thu thập các mẫu vật của loài cá này và đã gửi chúng cho hai tác giả R. Lubbock và G. R. Allen để mô tả.

## Phạm vi phân bố và môi trường sống
Từ Kagoshima và đảo Hachijō-jima (Nhật Bản), P. randalli được phân bố trải dài về phía nam đến Philippines và phía đông Indonesia, về phía đông đến Palau, Guam, quần đảo Marshall, Niue và Tonga. Ngoài ra, còn có những ghi nhận chưa chắc chắn về sự xuất hiện của P. randalli ấu trùng ở đảo Johnston.
P. randalli sống trong các hang hốc hoặc nền đáy nhiều san hô vụn ở độ sâu khoảng từ 15 đến 120 m.

## Mô tả
Chiều dài cơ thể lớn nhất được ghi nhận ở P. randalli là 9,5 cm.
Đầu và thân cá đực màu hồng tím. Dải đỏ cam gần lưng, từ phía sau đầu kéo dài đến cuống đuôi. Sau mắt cũng có sọc tương tự, dọc theo lườn và kéo dài đến cuống đuôi. Vây lưng màu đỏ cam; dải xanh lam dọc theo gốc vây, viền xanh óng. Vây hậu môn màu đỏ tươi ở nửa trước, nửa sau màu xanh lam. Vây đuôi hồng tím hoặc vàng. Vây bụng đỏ tươi. Vây ngực trong suốt. Thân cá cái màu hồng cam, vàng ở mõm. Các vây trong suốt hơn cá đực. Vây lưng và vây hậu môn phớt đỏ, viền xanh óng ở rìa.
Số gai ở vây lưng: 10 (gai thứ 3 vươn cao nhất, đặc biệt là cá đực); Số tia vây ở vây lưng: 16; Số gai ở vây hậu môn: 3; Số tia vây ở vây hậu môn: 7; Số gai ở vây bụng: 1; Số tia vây ở vây bụng: 5.

## Sinh thái học
P. randalli sống thành từng nhóm nhỏ.

## Thương mại
P. randalli được đánh bắt trong ngành thương mại cá cảnh.